# Weidelbach (Dinkelsbühl)

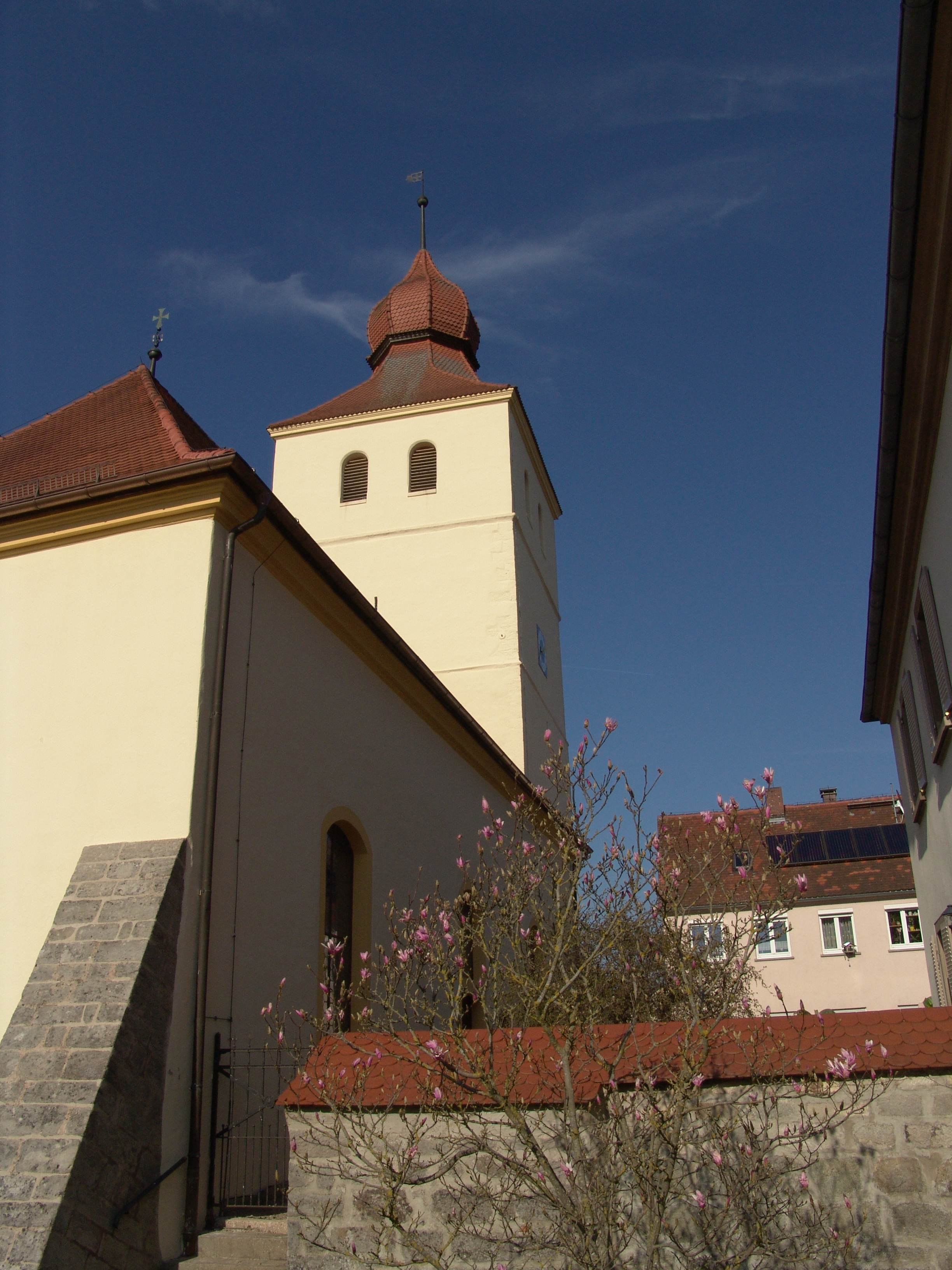
Weidelbach, St. Ulrich

Weidelbach ist ein Gemeindeteil der Großen Kreisstadt Dinkelsbühl im Landkreis Ansbach (Mittelfranken, Bayern). Die Gemarkung Weidelbach hat eine Fläche von 7,421 km². Sie ist in 876 Flurstücke aufgeteilt, die eine durchschnittliche Fläche von 8470,95 m² haben. In ihr liegen neben dem namensgebenden Ort die Gemeindeteile Neumühle, Reuenthal, Röthendorf und Veitswend.

## Geografie
Das Pfarrdorf liegt an der Zwergwörnitz, einem rechten Zufluss der Wörnitz, und am Veitsgraben, der im Ort als rechter Zufluss in die Zwergwörnitz mündet. Der Ort ist von Acker- und Grünland mit vereinzeltem Baumbestand umgeben. Im Südwesten wird die Flur Veitlein genannt. 1 km nördlich erhebt sich der Hirschberg (494 m ü. NHN). Die Kreisstraße AN 42/K 2651 verläuft nach Riegelbach (1,3 km nordwestlich) bzw. über Buchhof nach Schopfloch (4,2 km östlich). Die Kreisstraße AN 43 verläuft nach Waldeck (1,3 km südlich). Eine Gemeindeverbindungsstraße verläuft nach Veitswend (2,2 km südwestlich).

## Geschichte
Die Fraisch über Weidelbach übte das ansbachischen Oberamt Feuchtwangen aus. Die Reichsstadt Dinkelsbühl beanspruchte sie für ihre Güter. Die Dorf- und Gemeindeherrschaft hatte das Ämtlein Weidelbach des Deutschen Ordens.
1732 bestand der Ort aus 28 Anwesen und einer Kirche, einem Pfarrhaus, einem Schulhaus, einer Untervogtswohnung des Deutschen Ordens, einer Zehntscheune des Deutschen Ordens und einem Hirtenhaus. Grundherren waren der Deutsche Orden (6 Höfe, 1 Gütlein mit Wirtschaft, 1 Gütlein mit Schmiede, 2 Gütlein mit Backrecht, 2 Mühlen, 11 Gütlein), das oettingen-spielbergische Oberamt Dürrwangen (1 Gütlein) und die Reichsstadt Dinkelsbühl (1 Hof, 3 Güter). Gegen Ende des 18. Jahrhunderts bestand der Ort aus 26 Anwesen. Grundherren waren das Ämtlein Weidelbach (1 Mühle, 1 Taverne, 1 Erbschmiedstatt, 1 Badstube, 6 Höfe, 1 Höflein, 6 Güter, 4 Gütlein), das Oberamt Dürrwangen (1 Gütlein), die Reichsstadt Dinkelsbühl (Ratsamtspflege: 1 Gütlein; Spital: 1 Hofgut, 2 Gütlein). Von 1797 bis 1808 unterstand der Ort dem Justiz- und Kammeramt Feuchtwangen.
1806 kam Weidelbach an das Königreich Bayern. Infolge des Gemeindeedikts wurde 1809 der Steuerdistrikt Weidelbach gebildet. Zu diesem gehörten Burgstall, Esbach, Ketschenweiler, Neumühle, Oberradach, Pulvermühle, Rauenstadt, Reuenthal, Röthendorf, Rothhof, Steineweiler, Unterradach, Veitswend, Waldeck, Waldhäuslein und Zwernberg. Zugleich entstand die Ruralgemeinde Weidelbach, die deckungsgleich mit dem Steuerdistrikt war. Mit dem Zweiten Gemeindeedikt entstanden sechs Ruralgemeinden:
- Esbach mit Ketschenweiler und Rauenstadt;
- Radach mit Oberradach, Steineweiler und Unterradach;
- Waldeck;
- Waldhäuslein mit Burgstall, Pulvermühle und Rothhof;
- Weidelbach mit Neumühle, Reuenthal, Röthendorf und Veitswend;
- Zwernberg.[12][13]

Die Gemeinde Weidelbach war in Verwaltung und Gerichtsbarkeit dem Landgericht Dinkelsbühl zugeordnet und in der Finanzverwaltung dem Rentamt Dinkelsbühl (1919 in Finanzamt Dinkelsbühl umbenannt, seit 1973 Finanzamt Ansbach). Die Verwaltung übernahm 1862 das neu geschaffene Bezirksamt Dinkelsbühl (1939 in Landkreis Dinkelsbühl umbenannt). Die Gerichtsbarkeit lag beim im gleichen Jahr gebildeten Stadt- und Landgericht Dinkelsbühl (1879 in das Amtsgericht Dinkelsbühl umgewandelt, seit 1973 eine Zweigstelle des Amtsgerichtes Ansbach). Die Gemeinde hatte 1964 eine Gebietsfläche von 7,430 km². Mit der Auflösung des Landkreises Dinkelsbühl im Jahr 1972 kam Weidelbach an den Landkreis Ansbach. Im Zuge der Gebietsreform in Bayern wurde sie am 1. Mai 1978 nach Dinkelsbühl eingemeindet.

### Baudenkmäler
In Weidelbach gibt es sieben Baudenkmäler:
- Haus Nr. 8: erdgeschossiges Wohnstallhaus, vermutlich noch 17. Jh., später hofseitig erweitert durch Zwerchhaus von drei Achsen; Straßengiebel mit Schmuckfachwerk (Gitterfelder, geschweifte Andreaskreuze, Mannsfigur mit geschnitzten Knaggen).[18]
- Haus Nr. 10: ehemaliges Amtshaus und Gefängnis des Deutschen Ordens, dann Schulhaus, zweigeschossiger verputzter Walmdachbau mit breitem Zwerchhaus, 18. Jahrhundert, Umbau Anfang 19. Jahrhundert
- Haus Nr. 11a: ehemaliges Pfarrhaus, zweigeschossiger verputzter Satteldachbau mit Fachwerkgiebel und Deutschordenskreuz, 18. Jahrhundert, erdgeschossiger westlicher Anbau, verputzt mit Satteldach, bezeichnet „1817“; Teil der ehemaligen Pfarrhofeinfriedung, massiv, 18. Jahrhundert
- Haus Nr. 14: Gasthaus, sogenannter Altwirt, zweigeschossiger verputzter Fachwerkbau auf hohem Kellergeschoss, mit Satteldach und Deutschordenskreuz, um 1700; Scheune, langgestreckter unverputzter Massivbau mit Krüppelwalm, teilweise 18. Jahrhundert; ehemaliges Brauerei- und Wohngebäude, zweigeschossiger unverputzter Sandsteinbau auf hohem Kellergeschoss, mit Satteldach und seitlichem Zwerchhaus, Ende 19. Jahrhundert
- Haus Nr. 17: ehemalige Wassermühle des Deutschen Ordens, zweigeschossiger Walmdachbau mit verputztem Fachwerk-Obergeschoss, bezeichnet „1770“ und „1885“; ehemaliges Back- und Waschhaus, kleiner massiver Satteldachbau, bezeichnet „1782“
- Haus Nr. 21: zweigeschossiges, einfacheres Bauernhaus des späten 17./18. Jahrhunderts. Östliche Giebelfront aus Fachwerk, im Putz Deutschordenswappen, bezeichnet 1751 Georg Michael Engelhart.[18]
- Haus Nr. 26: Wohnhaus des ehemaligen Deutschorden-Bauernhofes, sogenannter Schöllbauer, zweigeschossiger Putzbau mit Fachwerk-Obergeschoss und steilem Satteldach, bezeichnet „1788“
- Haus Nr. 38: evangelisch-lutherische Pfarrkirche St. Ulrich, gotische Chorturmkirche mit angefügter Sakristei, 14. Jahrhundert, Langhaus von Franz Keller im barocken Stil erneuert 1721/22; mit Ausstattung; Friedhofeinfriedung, massive Mauer mit Rundbogeneinfahrt und Pforte, 16./17. Jahrhundert
- ehemalige Zehntscheune des Deutschen Ordens, massiver verputzter Satteldachbau, bezeichnet „1741“

### Einwohnerentwicklung
Gemeinde Weidelbach
| Jahr      | 1818   | 1840   | 1852   | 1855   | 1861   | 1867   | 1871   | 1875   | 1880   | 1885   | 1890   | 1895   | 1900   | 1905   | 1910   | 1919   | 1925   | 1933   | 1939   | 1946   | 1950   | 1952   | 1961   | 1970   |
| Einwohner | 265    | 324    | 328    | 324    | 335    | 355    | 358    | 358    | 331    | 333    | 320    | 320    | 318    | 311    | 330    | 353    | 353    | 303    | 277    | 360    | 349    | 327    | 296    | 279    |
| Häuser    | 50     | 49     |        |        |        |        | 59     |        |        | 64     | 57     |        | 59     |        |        |        | 62     |        |        |        | 58     |        | 58     |        |
| Quelle    | [ 20 ] | [ 21 ] | [ 22 ] | [ 22 ] | [ 23 ] | [ 24 ] | [ 25 ] | [ 26 ] | [ 27 ] | [ 28 ] | [ 29 ] | [ 22 ] | [ 30 ] | [ 22 ] | [ 31 ] | [ 22 ] | [ 32 ] | [ 22 ] | [ 22 ] | [ 22 ] | [ 33 ] | [ 22 ] | [ 14 ] | [ 34 ] |

Ort Weidelbach
| Jahr      | 001818 | 001840 | 001861 | 001871 | 001885 | 001900 | 001925 | 001950 | 001961 | 001970 | 001987 |
| Einwohner | 189    | 234    | 223    | 246    | 243    | 226    | 269    | 266    | 226    | 212    | 192    |
| Häuser    | 36     | 31     |        |        | 47     | 45     | 49     | 44     | 45     |        | 43     |
| Quelle    | [ 20 ] | [ 21 ] | [ 23 ] | [ 25 ] | [ 28 ] | [ 30 ] | [ 32 ] | [ 33 ] | [ 14 ] | [ 34 ] | [ 1 ]  |

## Religion
Der Ort ist Sitz der Pfarrei St. Ulrich und ist seit der Reformation evangelisch-lutherisch geprägt. Die Katholiken sind nach St. Georg (Dinkelsbühl) gepfarrt.